# درون (فیلم ۲۰۰۷)
درون (فرانسوی: À l'intérieur‎) فیلمی فرانسوی در سبک ترسناک اسلشر به کارگردانی ژولین موری و الکساندر بوستیلو و بازی آلیسون پارادی و بئاتریس دال است که در سال ۲۰۰۷ منتشر شد. نویسنده این فیلم، بوستیلو، یکی از کارگردانان فیلم بود. درون نخستین فیلم بلند هردو کارگردان است.